# Розен, Георг фон
Граф Георг Иоганн Отто фон Ро́зен (швед. Johan Georg Otto von Rosen; 13 февраля 1843[…], Париж[…] — 3 марта 1923[…], Клара, Стокгольмское обер-губернаторство[…]) — шведский исторический живописец и жанрист, специализировавшийся на изображении сцен национальной истории и скандинавской мифологии. Директор Королевской академии свободных искусств с 1880 по 1902 годы.

## Биография
Фон Розен родился в 1843 году в Париже; происходил из шведской ветви остзейского рода Розенов, имевшей в Швеции графский титул. Его отец был шведским морским офицером, но долгое время находился на службе за границей, в Греции, Австрии и Франции, где он и познакомился со своей женой Ефросинией Ризо-Рангабе, валашкой по национальности. Георг Розен ещё ребёнком переселился вместе со своими родителями в Швецию и в 1855 г. поступил в ученики стокгольмской академии художеств. Из неё он перешёл в 1861 г. в веймарское художественное училище, но посещал его недолго, и в следующем году поехал в Лондон.
Картины бельгийского живописца Лейса, которые привелось ему видеть во время этого путешествия, произвели на него такое впечатление, что он в 1863 году отправился в Антверпен и записался в ученики к этому мастеру. Через год после этого появилась первая значительная картина графа Розена, изображающая въезд Стена Стуре в Стокгольм после Брункебергской победы в 1471 году, выказавшая мастерство компоновки, основательное знакомство молодого художника с историей и археологией, его вполне развитое искусство в рисунке.
Получив за эту картину медаль от Стокгольмской академии художеств, Розен совершил поездку в Египет, Сирию, Палестину, Грецию, Европейскую Турцию, придунайские княжества и Германию, и вернулся в Швецию в 1865 году с огромным количеством сделанных на пути этюдов; был избран в члены Стокгольмской академии за картину «Свадьба в Смедсгилльской капелле, в 1500 г.», получил от шведского правительства стипендию для своего дальнейшего усовершенствования, посетил Италию, снова своего учителя, Лейса, и Мюнхен.
Подобно Лейсу и другим мастерам романтического национализма, Розен стремился воскресить и обновить манеру старинных нидерландских и немецких мастеров.

## Галерея

«Въезд Стена Стуре в Стокгольм» (1864)
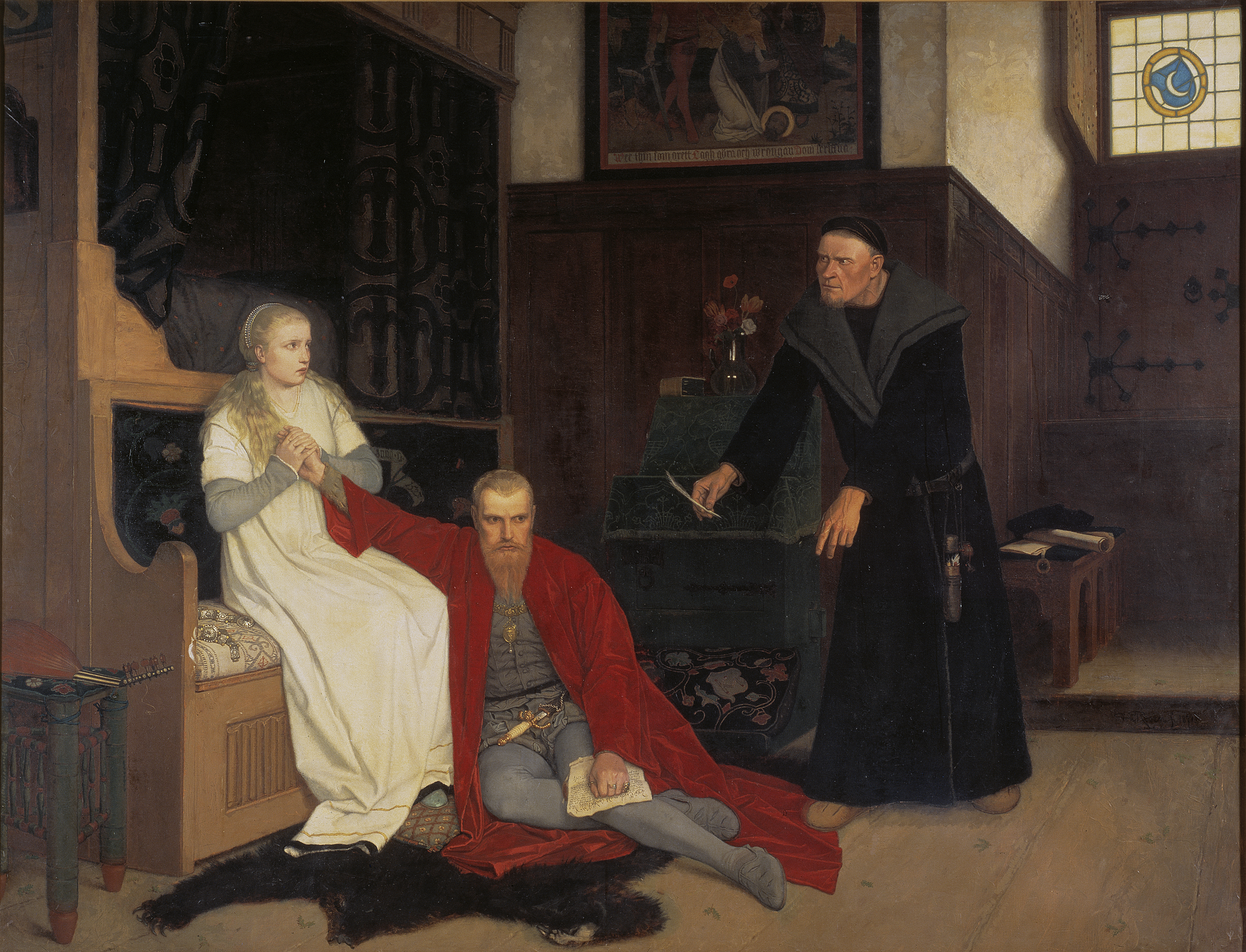
«Сумасшедший король Эрик XIV, принуждаемый к отречению от престола»  (1871)
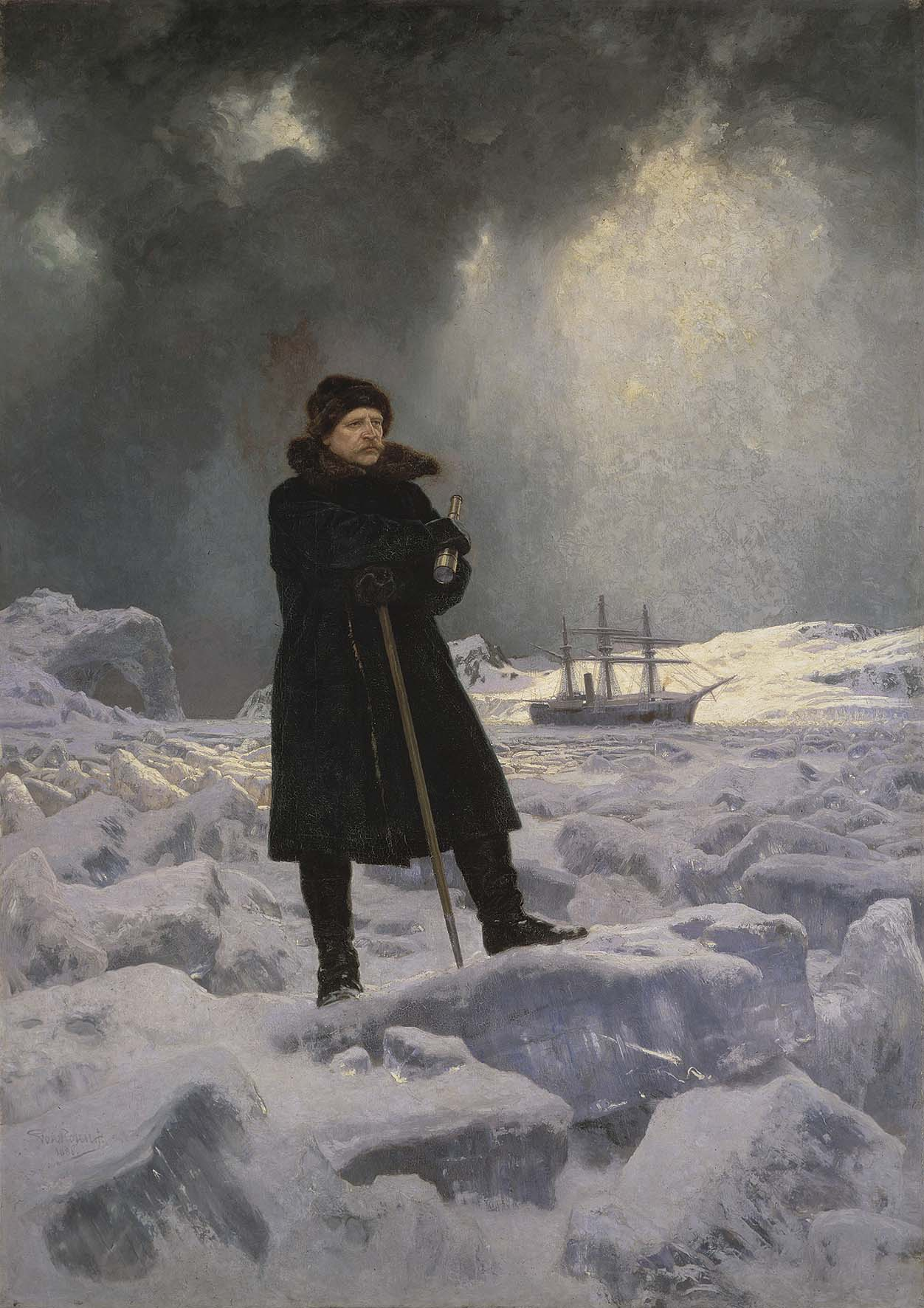
Портрет полярного исследователя Норденшельда
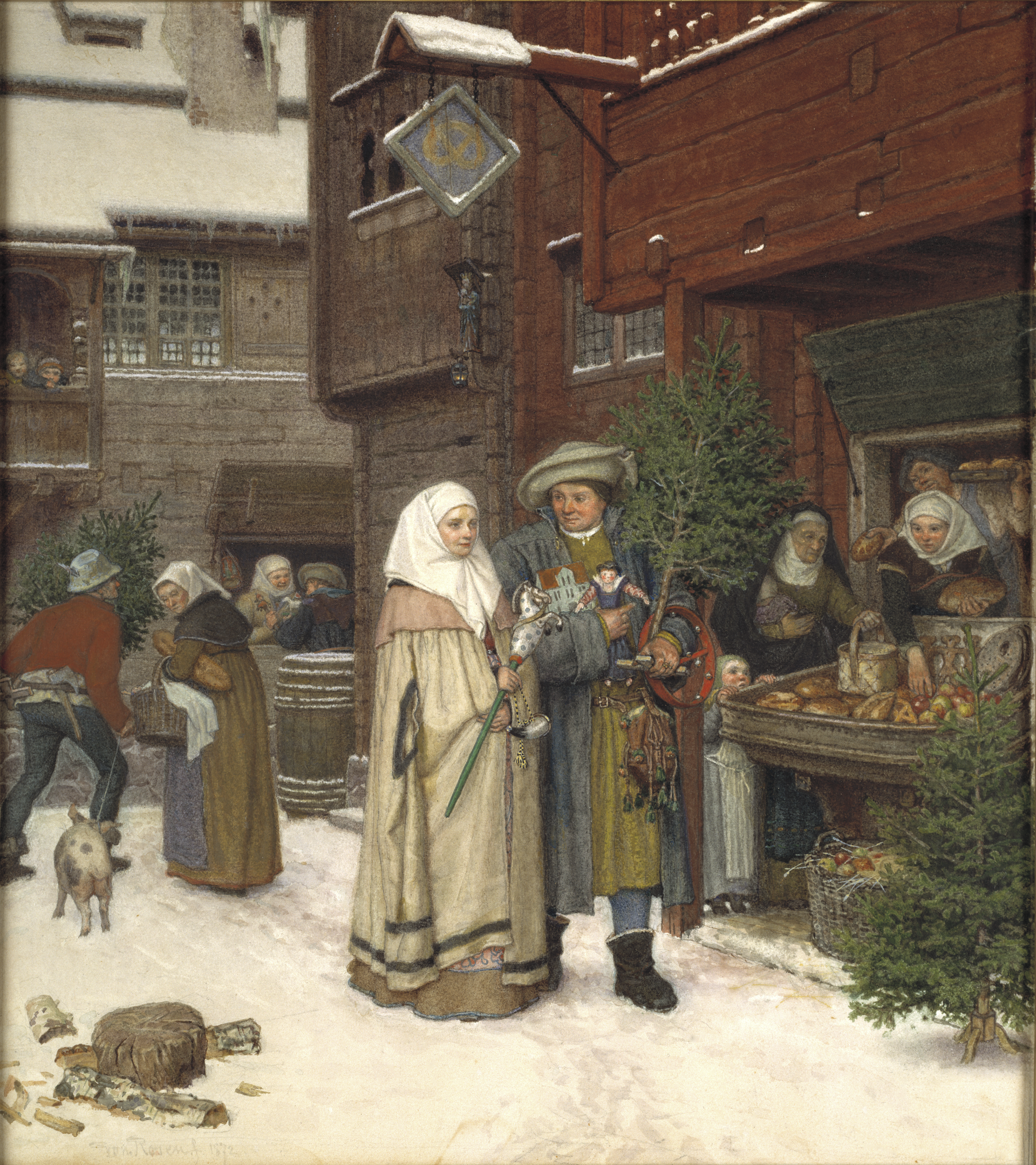
Рождественская ярмарка
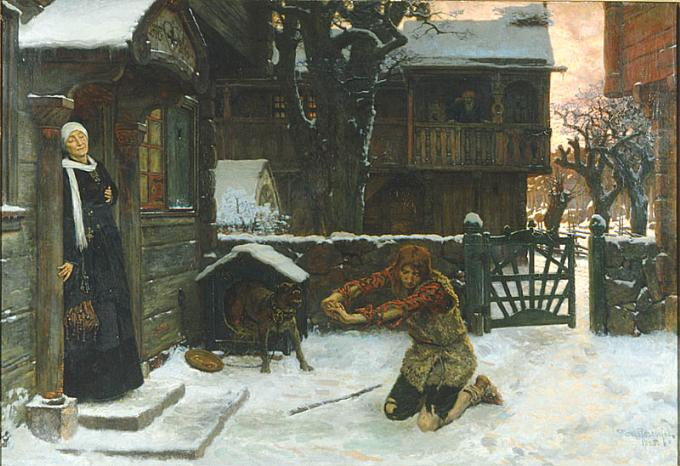
Блудный сын
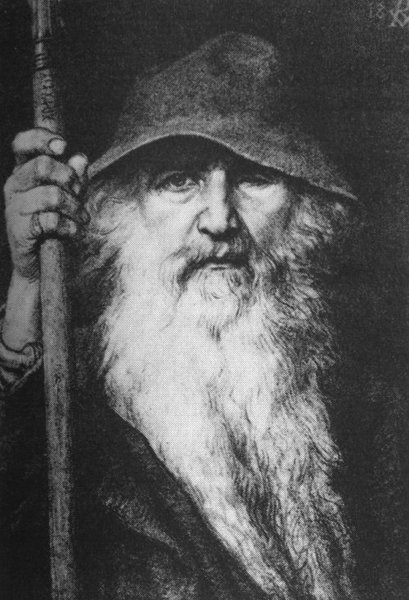
Бог Один
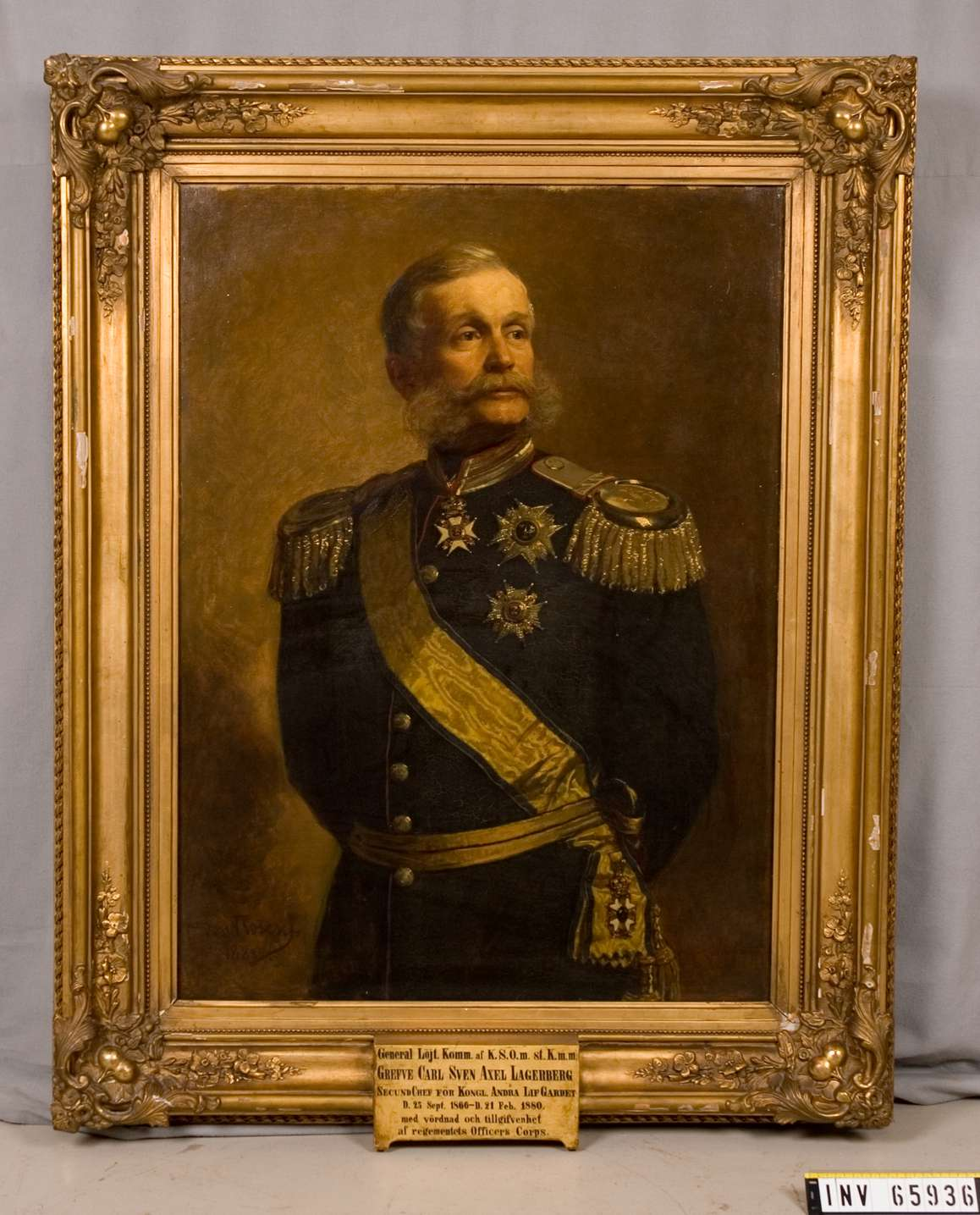
Портрет Свена Лагерберга